# Bedrettin Dalan
Bedrettin Dalan (* 10. Juli 1941 in Eskişehir) ist ein türkischer Politiker und Ingenieur; er war von 1984 bis 1989 Bürgermeister von Istanbul.

## Leben

### Herkunft, Ausbildung, Unternehmer
Bedrettin Dalan wurde am 10. Juli 1941 im mittelanatolischen Eskişehir als sechstes von acht Kindern geboren. Sein Vater arbeitete bei der staatlichen Eisenbahn. Er besuchte in Aydin die Realschule und das Gymnasium. Dann immatrikulierte er sich an der Technischen Universität in Istanbul. Von 1966 bis 1968 absolvierte er seinen Militärdienst.
Der Elektroingenieur begann bei der staatlichen Eisenbahn, später wirkte er bei verschiedenen Industrieunternehmen als Direktor und Vorstandsmitglied und machte sich als Unternehmer in der Textilbranche selbstständig.

### Parteigründung, Bürgermeister von Istanbul (1984–1989)
Dalan wurde Mitbegründer und Provinzvorsitzender der konservativen Anavatan Partisi und wurde am 25. März 1984 bei den Regionalwahlen zum Bürgermeister von Istanbul gewählt.
Unter Dalan wurde die Stadtsanierung und der Ausbau der Infrastruktur vorangetrieben, der neue Terminal des Atatürk-Flughafens in Betrieb genommen. Am Goldenen Horn wurden die desolaten Industrieanlagen abgerissen oder verlagert und durch, wenn auch „uninspirierte“ Parks ersetzt.

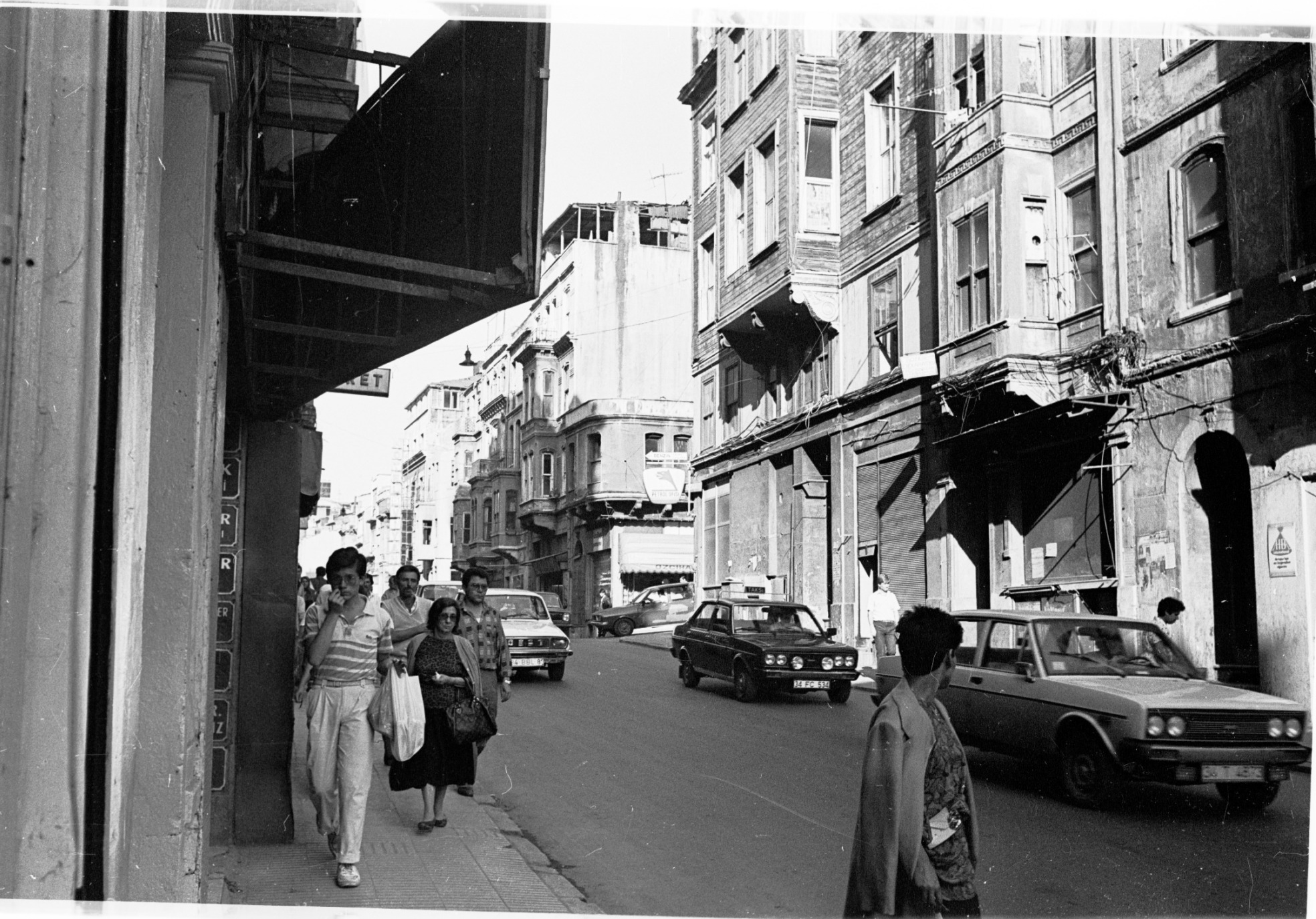
Straßenzug in Tarlabaşı

Das in der Nähe des Taksimplatzes gelegene Viertel Tarlabaşı galt als gefährlich. Dalan ‚denunzierte‘ die Bebauung als „levantinisch“. Der sechsspurige Tarlabaşı-Boulevard trennte ab 1988 Tarlabaşı vom begehrten Wohnort Beyoğlu. Damit wurde Tarlabaşı isoliert und verfiel, wurde zugleich Wohnort zahlreicher Armer und Angehöriger ethnischer Minderheiten. 368 historische, zum größten Teil denkmalgeschützte Häuser fielen dem Bau der Straße zum Opfer. Dalan ließ das Quartier abreißen, um dort Hotels, Einkaufszentren und Bürogebäude errichten zu lassen.
Dalan legte Wert auf die Restaurierung zahlreicher Moscheen, die er nach den osmanischen Sultanen benennen ließ.
Bei den Wahlen von 1989 zeigte sich, dass die Partei Dalans so unbeliebt war, dass auch er selbst als Bürgermeister abgewählt wurde. Dalans Nachfolger wurde der Sozialdemokrat Nurettin Sözen.
Dalan kündigte 1990 die Gründung einer neuen Partei, der Demokrat Merkez Parti, an (etwa: Partei des Demokratischen Zentrums). Doch diese Partei, die gegenüber den konservativen Parteien kaum ein eigenes Profil bot und sich nur in ihrem Säkularismus unterschied, scheiterte bei den Kommunalwahlen, so dass Dalan sich ins politische Abseits manövriert hatte.

### Möglicher Putschversuch (2003), Flucht nach Deutschland
Bei einem möglichen Putschversuch im Jahr 2003 soll Dalan als nächster Ministerpräsident vorgesehen gewesen sein. Die Bundesrepublik lehnte es 2010 ab, den aus der Türkei geflohenen und im Ergenekon-Fall angeklagten Bedrettin Dalan an die Türkei auszuliefern.
Dalan war auch im Jahr 2022 noch Ehrenpräsident der von ihm mitgegründeten ISTEK-Stiftung und der Yeditepe-Universität.

## Werke
- The Historical and Cultural Heritage of Istanbul, Istanbul 1988.